# Шумский, Вячеслав Михайлович
Вячесла́в Миха́йлович Шу́мский (1921 — 2011) — советский кинооператор. Народный артист РСФСР (1982). Лауреат Ленинской (1980) и трёх Государственных премий СССР (1970, 1975, 1985).

## Биография
Родился 17 декабря 1921 год в Витебске, семья жила в Москве в Марьиной Роще.
В 1948 году окончил ВГИК. Работал на ЦКДЮФ имени М. Горького. Для его работ характерны углублённое внимание к внутреннему миру человека, лиризм, поэтичность.
С 1976 года был секретарём правления СК СССР.
Жил в Москве на улице Черняховского, дом 5.
Умер 23 января 2011 года. Похоронен в Москве на Перепечинском кладбище (участок № 65).

## Семья
Жена (с 1945 по 2011) — Людмила Александровна Шагалова (1923—2012), советская актриса театра и кино. Народная артистка РСФСР. Похоронена рядом с мужем в Москве на Перепечинском кладбище (уч. 65).
- Сын — Геннадий Вячеславович Шумский (р. 1948), режиссёр, сценарист, актёр. Женат на переводчице Ольге Вронской, дочери Горлиной Любови Григорьевны и поэта Вронского Юрия Петровича.
  - Внук — Фёдор Шумский (р. 1975), художник.
  - Внук — Иван Шумский (р. 1978), художник, искусствовед. Женат на Людмиле Шумской, историке и искусствоведе.
    - Правнуки: Мария Шумская (р. 2002), Евгения Шумская (р. 2005), Николай Шумский (р. 2008).

## Фильмография
- 1954 — Переполох
- 1955 — Надежда
- 1956 — Это начиналось так...
- 1957 — Дом, в котором я живу
- 1959 — Майские звёзды
- 1960 — Девичья весна
- 1962 — На семи ветрах
- 1963 — Три плюс два
- 1966 — Герой нашего времени
- 1968 — Доживём до понедельника
- 1969 — Преступление и наказание
- 1972 — А зори здесь тихие
- 1974 — Птицы над городом
- 1976 — Белый Бим Чёрное ухо
- 1980 — Профессия: киноактёр
- 1982 — Семеро солдатиков
- 1985 — И на камнях растут деревья

## Награды и премии
- Ленинская премия (1980) — за фильм «Белый Бим, чёрное ухо» (1977)
- Государственная премия СССР (1970) — за фильм «Доживём до понедельника» (1968)
- Государственная премия СССР (1975) — за фильм «А зори здесь тихие…» (1972)
- Государственная премия СССР (1985) — за фильм «Семеро солдатиков» (1982)
- премия Ленинского комсомола (1974) — за фильм «А зори здесь тихие…» (1972)
- Государственная премия РСФСР имени братьев Васильевых (1971) — за фильм «Преступление и наказание» (1969)
- заслуженный деятель искусств РСФСР" (29 сентября 1969 года) — за заслуги в области советской кинематографии[4]
- народный артист РСФСР (1982)
- премия «Белый квадрат» «За вклад в операторское искусство» (2006).